# John Vincent
Pour les articles homonymes, voir Vincent.
John Vincent (1879 - 19 janvier 1941) était un marin anglais et membre de l'expédition d'Ernest Shackleton en Antarctique. Il a fait partie de la petite équipe de cinq hommes qui accompagnait Shackleton dans la traversée épique de l'île de l'Éléphant à la Géorgie du sud et compte parmi les quatre membres de l'équipage de l’Endurance à ne pas avoir reçu la médaille Polaire.

## Biographie

### Jeunesse
John William Vincent est né à Birmingham à une date inconnue au cours de l'année 1879. On ne sait pas grand-chose de son enfance mais à l'âge de 14 ans il était déjà en mer, et à 22 ans il servait dans la marine royale à bord du HMS Cambridge. Plus tard il travailla dans un chalutier de la flotte de Hull en mer du nord. Il était très bon boxeur et lutteur amateur.

### Expédition Endurance (1914-1917)
Cette expédition était organisée par Ernest Shackleton pour effectuer la première traversée du continent antarctique. Vincent était originellement engagé comme maître d'équipage, mais après une querelle avec Thomas Orde-Lees et des plaintes concernant sa brutalité de la part d'autres membres du gaillard d'avant, il fut appelé à la cabine de Shackleton et rétrogradé au rang de matelot. Il ne fit plus parler de lui, mais ne devint jamais apprécié au sein de l'équipe, et Shackleton gardait l'œil sur lui : après la fin de l' Endurance engloutie par les glaces et lorsque les hommes furent obligés d'utiliser les trois canots de sauvetage pour atteindre l'île de l'Éléphant, Shackleton s'assura que Vincent prenne place dans son canot. Il le choisit également pour faire partie des six hommes formant l'équipage du James Caird qui navigua vers la Géorgie du sud pour aller chercher du secours, préférant l'avoir avec lui à bord plutôt qu'à terre avec les vingt deux hommes au milieu desquels il pouvait semer la discorde. Bien que Vincent fût l'homme le plus fort du groupe, il souffrit considérablement à bord : il faillit passer par-dessus bord et perdit une partie de la lèvre supérieure gelée contre une tasse de métal. Shackleton raconta que des deux membres de l'équipage qui étaient proches de mourir, l'un, McNish, montra « courage et détermination », et l'autre, Vincent, cessa d'être un membre actif du groupe.
Quand le groupe du James Caird accosta en Géorgie du sud, ce fut du mauvais côté de l'île. Pendant que le reste du groupe s'activaient pour préparer leur marche dans les montagnes du centre de l'île pour atteindre la station baleinière d'Husvik, Vincent ne montra aucun signe d'enthousiasme. McNish nota dans son journal :
« While the skipper does the Nimrod & bring home the food Vincent lays down by the fire & smoke some times coming out for more wood while the Boss & Crean looks after the cooking & McCarthy is my assistant. »
« Pendant que le capitaine joue les Nemrod pour rapporter de quoi manger, Vincent se prélasse devant le feu, se contentant de sortir de temps en temps pour aller chercher du bois. Le patron et Crean préparent les repas, et McCarthy me donne un coup de main. »
Il était évident que ni McNish ni Vincent ne pouvaient continuer, si bien que Shackleton les laissa aux soins de Timothy McCarthy et entreprit de traverser les montagnes avec Frank Worsley et Tom Crean. Une fois arrivés à la station baleinière, Shackleton envoya Worsley rechercher à bord d'un navire baleinier Vincent, McNish et McCarthy puis s'arrangea pour les renvoyer en Angleterre tandis que lui, Worsley, et Crean mettaient sur pied une mission de secours pour les hommes restés sur l'île de l'Éléphant.
Shackleton refusa plus tard d'attribuer à Vincent la Polar Medal, que tous les autres reçurent à l'exception de McNish, qui s'était rebellé sur la glace, et des trois pêcheurs : William Stephenson, Ernest Holness et Vincent. Alexander Macklin, un des chirurgiens de bord, estima cela un petit peu sévère en déclarant : « Il n'avait peut-être pas un caractère attachant mais ils n'ont jamais laissé tombé l'expédition ».

### Après l'expédition
En 1918, Vincent se joignit à l'équipage d'un vaisseau affrété par le Foreign and Commonwealth Office qui fut torpillé en mer Méditerranée. Il survécut et après la Première Guerre mondiale travailla de nouveau à bord d'un chalutier. Il travailla un certain temps en Finlande, mais bien que le gouvernement finlandais lui offrit un poste stable d'instructeur de pêche, sa femme ne souhaita pas déménager. Au lieu de cela, il s'installa à Grimsby où sa femme et lui élevèrent une famille composée de cinq fils et quatre filles.
Au cours de la Seconde Guerre mondiale il servit dans la Royal Navy Reserves et se vit confier le commandement du HM Trawler Alfredian. À bord du Alfredian il développa une pneumonie et fut transféré au Naval Hospital de Grimsby. Il mourut le 19 janvier 1941 et est enterré au cimetière Scartho Road de Grimsby.